# Piaseczno (Radom)
Pour les articles homonymes, voir Piaseczno (homonymie).
Piaseczno (prononciation : [pjaˈsɛt͡ʂnɔ]) est un village polonais de la gmina de Jedlińsk dans le powiat de Radom de la voïvodie de Mazovie dans le centre-est de la Pologne.
Il se situe à environ 3 kilomètres à l'est de Jedlińsk (siège de la gmina), 13 kilomètres au nord de Radom (siège de le powiat) et à 79 kilomètres au sud de Varsovie (capitale de la Pologne).

## Histoire
De 1975 à 1998, le village appartenait administrativement à la voïvodie de Radom.